# Gregorio V (patriarca di Costantinopoli)
Gregorio V di Costantinopoli (in greco Γρηγόριος Ε΄?, nato Georgios Angelopoulos in greco Γεώργιος Αγγελόπουλος?; Dimitsana, 1746 – Costantinopoli, 22 aprile 1821) è stato un arcivescovo ortodosso greco con cittadinanza ottomana, patriarca ecumenico di Costantinopoli per tre volte (dal 1797 al 1798; dal 1806 al 1808 e dal 1818 al 22 aprile 1821).
Venne assassinato dagli ottomani durante i torbidi del Massacro di Costantinopoli (1821) provocato dalle sconfitte subite nella guerra d'indipendenza greca. Viene ricordato come santo e martire dalla Chiesa ortodossa il 10 aprile.

## Biografia
Geórgios Angelópoulos nacque a Dimitsana, un villaggio in Arcadia, figlio di Ioánnos Angelópoulos e Asiminas Panagiotópoulos. Fin da piccolo ebbe un legame con il Monastero del Filosofo, avendo l'opportunità di studiare nel suo villaggio natale. Nel 1756, si trasferì ad Atene per proseguire gli studi, quindi andò al Monastero della Grande Grotta, vicino a Kalavryta, poi si trasferì nel Monastero di San Luca, in Beozia, e infine sul Monte Atos.
Nel 1767, con l'aiuto di suo zio, lo ieromonaco Melezio, sacrestano della chiesa di San Giorgio a Smirne, il giovane Georgios studiò in questa città per cinque anni. Successivamente, divenne monaco nel Monastero della Trasfigurazione, a Stropades, ricevendo il nome monastico di Gregorio, e in seguito partì per studiare filosofia a Patmos. Dopo aver terminato gli studi, tornò a Smirne con un grande curriculum di studi per la sua età, fu prontamente ordinato diacono e quindi elevato ad arcidiacono dal metropolia di Smirne, Procopio; diventò poi rapidamente presbitero e fu nominato protosincello della diocesi metropolitana. Nel 1785 Procopio fu eletto patriarca ecumenico di Costantinopoli e Gregorio gli successe come metropolita di Smirne.

### Primo pontificato ecumenico ed esilio

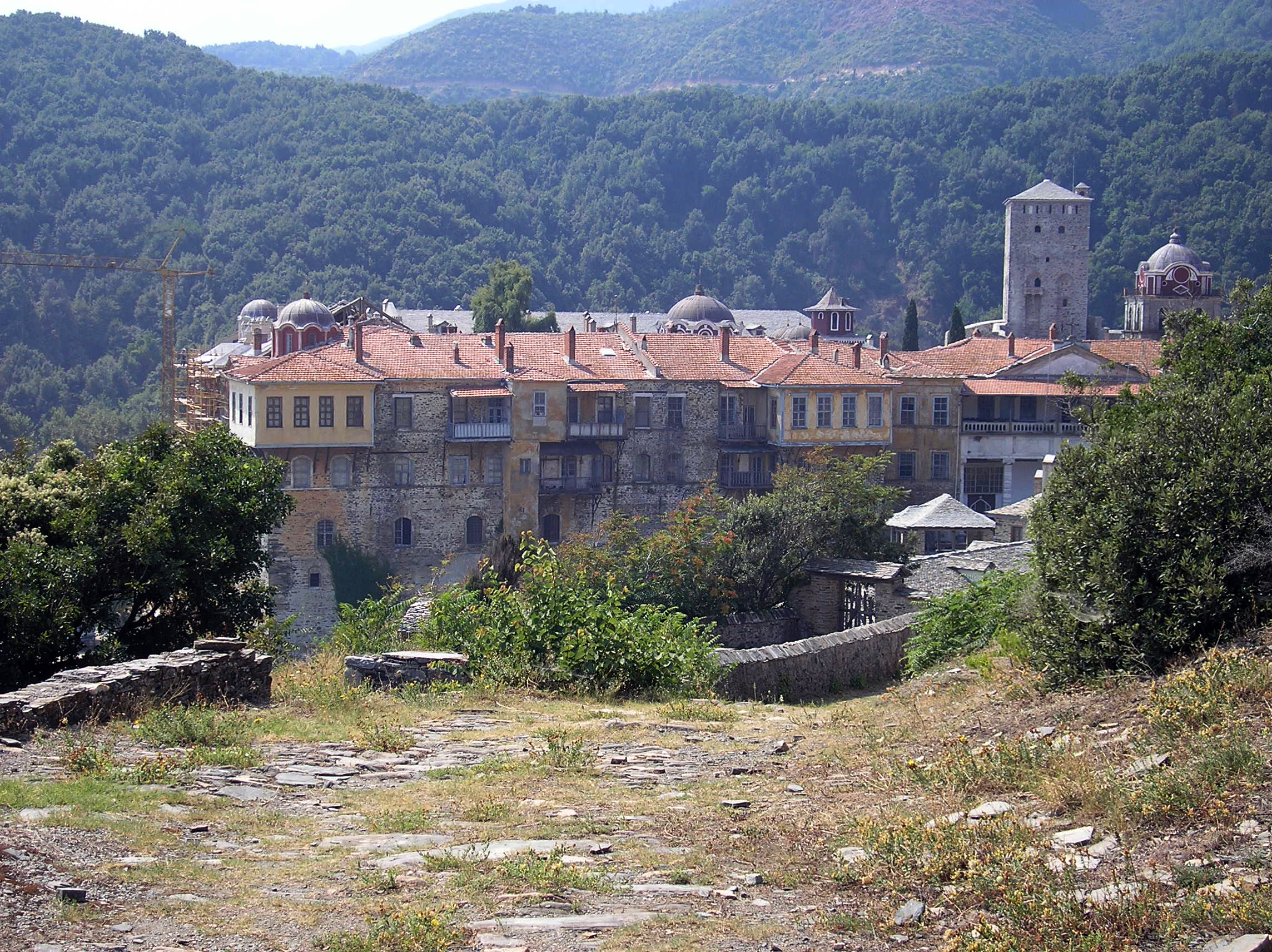
Monastero di Iviron, sul Monte Atos, dove Gregorio fu esiliato in due occasioni

Gregorio fu eletto all'unanimità patriarca per la prima volta nel 1797, data l'età avanzata del suo predecessore Gerasimo III, venendo sostituito nella sede di Smirne da Antimo. Il suo primo pontificato fu segnato dal restauro della Cattedrale patriarcale di San Giorgio, nonché da importanti iniziative intellettuali finanziate principalmente dal clero di diverse regioni, come la casa editrice patriarcale, dove il patriarca e altri autori pubblicarono diversi libri ascrivibili al movimento di rinascita della letteratura greca.
Tra le politiche più sorprendenti del patriarca durante questo periodo ci furono la maggiore severità dei criteri per l'ordinazione del nuovo clero e le misure per proteggere il matrimonio, come il divieto di divorzi ecclesiastici inutili e un sistema di consulenza per le coppie. Inoltre, le pubblicazioni e le omelie patriarcali furono ispirate alla lotta contro le idee dell'Illuminismo, che erano penetrate nella comunità greca, e accompagnate dalla condanna di personalità come Rigas Feraios e dalla minaccia della scomunica per coloro che leggevano libri sospetti con la pena
A seguito dell'occupazione delle Isole Ionie da parte dell'esercito di Napoleone in base al Trattato di Campoformio vi furono agitazioni tra i sudditi ottomani timorosi dell'espansione cristiana a danno dell'Impero e fu chiesta la morte del patriarca. Il patriarca, tuttavia, fu risparmiato dal sultano Selim III, che credette alla sua innocenza. Il primate dei Greci reagì con un'enciclica agli abitanti delle isole in cui accusò la prima repubblica francese di ateismo e sollecitò la gente del posto a sostenere la coalizione tra gli imperi ottomano, britannico e russo. Si ritiene che il documento sia stato scritto su ordine di Selim, che temeva l'espansione del potere francese nella Grecia continentale.
Nel 1798, tuttavia, dopo l'acquisizione dell'Egitto da parte della Francia e le crescenti tensioni tra la Sublime Porta e la Valacchia, i vescovi precedentemente osteggiati dal patriarca si rivoltarono contro il loro primate, denunciandolo a Selim come l'agitatore delle rivolte scoppiate tra i Greci, fino a quando Gregorio si dimise e fu sostituito da Neofito VII, che era stato patriarca prima di essere costretto anch'egli a dimettersi nel 1794. Gregorio fu esiliato per la prima volta a Drama, a Calcedonia, e infine sul Monte Atos, dove condusse per sette anni una vita di ascetismo nel Monastero di Iviron, frequentemente visitato dai pellegrini.

### Secondo pontificato ecumenico ed esilio
Nel settembre del 1806, l'allora patriarca ecumenico Callinico V rassegnò le dimissioni, Gregorio fu rieletto al trono patriarcale e accolto con grande gioia a Costantinopoli. Una delle sue prime misure fu quella di abolire l'anatema generale sull'istituto della dote, deciso dal Sinodo del 1767 presieduto dal patriarca Samuele, comprendendo la povertà delle famiglie che erano passivamente sottomesse all'istituto, ma continuando a condannare gli abusi, fatti spesso per avidità. Ai cosacchi del Sitch del Danubio che gli chiedevano di ordinare sacerdoti e diaconi, il patriarca rispose acconsentendo a condizione che le tribù inviassero i candidati ai seminari per una formazione adeguata. Proseguendo le sue iniziative culturali, riprese le attività dell'editore patriarcale e incoraggiò la fondazione di diverse scuole per i giovani, oltre a migliorare quelle esistenti.
Come il suo primo pontificato, anche il secondo fu caratterizzato da disordini internazionali, in particolare la guerra russo-turca, a seguito della quale il sultano Selim III ordinò nel 1807 a Gregorio di pubblicare una lettera in cui sollecitasse i greci a evitare qualsiasi tipo di cooperazione con i russi, risparmiando ancora una volta alla popolazione greca di subire le conseguenze delle rappresaglie turche. Il mese seguente, la Royal Navy britannica tentò, senza successo, di imporre richieste britanniche agli ottomani attraverso un'operazione sui Dardanelli, causando la rottura delle relazioni diplomatiche anche con la Francia. L'evento rafforzò i rapporti tra la Sublime Porta e Gregorio, che non solo chiese ai greci di contribuire alla fortificazione delle mura ottomane, ma partecipò anche personalmente ai lavori.
Il patriarca riuscì a conservare il suo posto anche dopo il violento colpo di Stato perpetrato da Mustafà IV nel 1807, ma non dopo quello di Mahmud II nel 1808, il cui visir lo sostituì per decreto con il suo predecessore Callinico V. Anche se a Gregorio fu ancora una volta risparmiata la vita, dovette rifugiarsi in un monastero sulle Isole dei Principi, da cui, dopo dieci mesi, fu esiliato di nuovo nel Monastero di Iviron sul Monte Athos, dove visse per dieci anni. Tuttavia, l'esilio non interruppe i suoi rapporti con il popolo greco: a metà del 1818, il leader rivoluzionario Ioannis Farmakis gli fece visita nel suo monastero, presentandolo alla Società degli Amici, che il patriarca ricevette con entusiasmo, anche se non vi si affiliò, menzionando il divieto clericale di prestare giuramento.

### Terzo pontificato ecumenico e morte

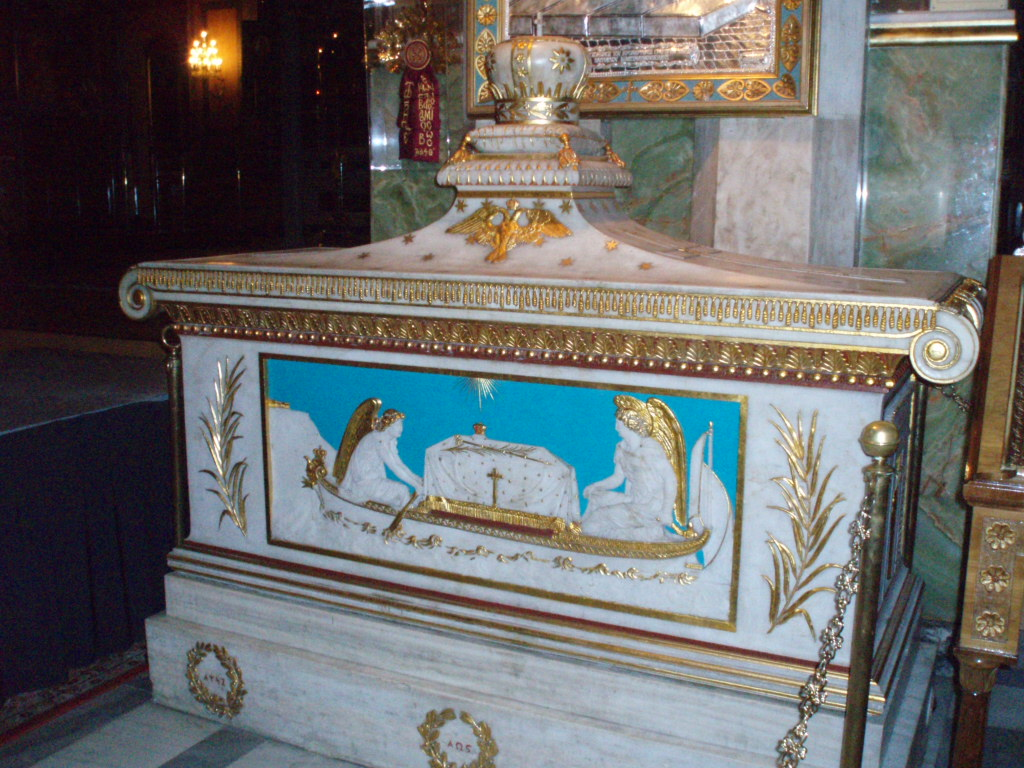
Santuario di San Gregorio V nella Cattedrale Metropolitana di Atene

Il 15 dicembre 1818, due giorni dopo le dimissioni di Cirillo VI, Gregorio V fu rieletto patriarca. Una delle sue prime azioni dopo l'arrivo a Costantinopoli nel 1819 fu la creazione di un'associazione benefica dedicata all'alimentazione dei poveri e alla liberazione dei prigionieri per debiti. Nello stesso anno, pubblicò un'enciclica in cui incoraggiava lo studio della katharevousa e condannava l'Illuminismo, causando la chiusura di diverse scuole in tutto l'Impero, tra cui Smirne, Cidonia, Chio e Mitilene (quest'ultima, gesuitica). L'anno seguente, continuando le sue misure anti-illuminismo, Gregorio iniziò a dedicarsi alla censura preventiva delle pubblicazioni teologiche a Costantinopoli, al fine di proteggere la produzione intellettuale della Chiesa da influenze esterne.
Con lo scoppio della guerra d'indipendenza greca nel 1821, il patriarca, cercando di coltivare relazioni pacifiche con l'Impero e frenare i massacri contro i cristiani di Costantinopoli, scomunicò i leader rivoluzionari Ypsilántis e Soútzos e lanciò un anatema contro gli aderenti alla rivoluzione, una misura controversa le cui motivazioni reali e persino la cui validità sono ampiamente dibattute dagli storici del periodom secondo alcuni dei quali tale atto potrebbe aver ulteriormente infiammato gli spiriti dell'insurrezione.
Con la fine della guerra e l'attacco alle forze ottomane nel Peloponneso, il sultano Mahmud chiese allo sceicco dell'Islam Hacı Halil Efendi di pubblicare una fatwa che ordinava il massacro dei greci di Costantinopoli. Dopo molte riflessioni e consultazioni con il patriarca, lo sceicco si rifiutò di pubblicare la fatwa, scelta per la quale fu giustiziato. Dopo aver celebrato la Divina Liturgia di Pasqua del 1821 con altri otto vescovi il 22 aprile, il patriarca, per ordine del sultano, che lo riteneva responsabile come etnarca dei Greci e colpevole dell'insubordinazione dello sceicco dell'Islam, fu prelevato dalla Cattedrale patriarcale ancora in vesti liturgiche e condannato a morte su una forca; il suo corpo fu in seguito appeso alla porta principale del Patriarcato ecumenico, la Porta di San Pietro, porta che, in segno di rispetto per la sua memoria, fu sigillata e mai più riaperta. Lo stesso giorno, il suo predecessore, Cirillo, fu ucciso allo stesso modo. Il vescovo Eugenio de Pisidia fu eletto successore del trono patriarcale e assunse il nome pontificio di Eugenio II. Quando il nuovo patriarca arrivò alla Cattedrale, il corpo del suo predecessore era ancora appeso.
Dopo tre giorni, il corpo di Gregorio fu trascinato per le strade di Costantinopoli, si dice da un gruppo di tre ebrei, chiamati Moutál, Bitachí e Levý, che alla fine lo gettarono nel Bosforo, dove fu trovato un mese dopo dal capitano Nichólaos Sklávos.  Il 3 giugno, gli altri metropoliti imprigionati nella città furono giustiziati. Le reliquie di Gregorio furono traslate segretamente a Odessa, dove furono sepolte con tutti gli onori dalla Chiesa ortodossa russa per ordine sinodale in una cerimonia pubblica.

## Reazioni

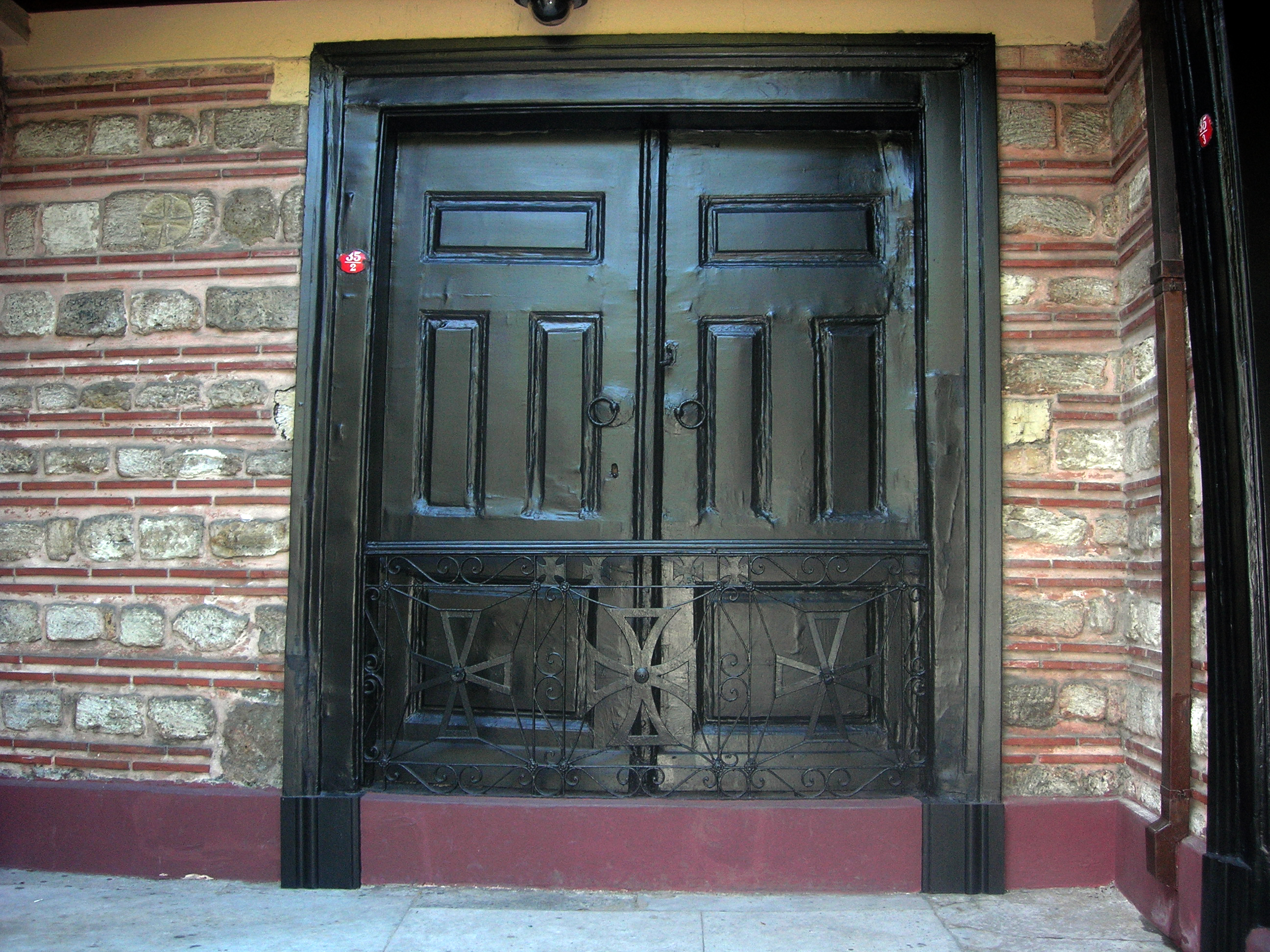
Porta di San Pietro, dove il corpo di Gregório è rimasto appeso per tre giorni.

La brutale esecuzione del patriarca Gregorio V a Pasqua scioccò e fece infuriare i cristiani di tutto il mondo, in particolare greci e russi, ma anche la stampa dell'Europa occidentale e degli Stati Uniti fecero elogi alla sua memoria, raccontando la sua biografia come quella di un patriarca coraggioso, ingiustamente martirizzato mentre cercava di proteggere il suo popolo. L'inno alla libertà, scritto nel 1823 da Dionýsios Solomós e successivamente trasformato in inno nazionale in Grecia e Cipro, drammatizza la storia del martirio del patriarca in una strofa; questi passaggi, tuttavia, di solito non sono cantati, poiché vengono eseguite solo le prime due strofe. Alcuni illuministi, tuttavia, come Adamántios Koraís, furono sollevati alla notizia dell'esecuzione del patriarca, dando credito alle voci secondo cui avrebbe pianificato la loro eliminazione dalla Chiesa.
L'ambasciatore russo a Costantinopoli, il barone Stroganov, protestò a nome dei sudditi cristiani del Sultano, sotto la protezione dell'Imperatore di Russia ai sensi del Trattato di Küçük-Kainarji, accusando la Sublime Porta di aver trasformato il conflitto in una guerra religiosa, minacciando di lasciare la città e proclamare un embargo. Lo zar Alessandro I inviò un duro ultimatum al sultano, consegnato il 18 luglio. L'ambasciatore britannico, da parte sua, non espresse la propria opinione sul caso, considerandolo una questione interna dell'Impero.

### Conflitti con gli ebrei
Il racconto della partecipazione degli ebrei alla profanazione del corpo di Gregorio V contribuì decisamente al rafforzamento dell'antisemitismo tra i Greci, sia nell'Impero ottomano che nella diaspora, dando luogo a numerose sanguinose rappresaglie da parte degli irredentisti nella Grecia meridionale, che videro gli ebrei come collaboratori con i turchi, e ad Odessa, nell'Impero russo. In reazione a queste tensioni, si formò un'alleanza tra ebrei e turchi nella Grecia settentrionale, ancora ottomana, preordinata ad attaccare i cristiani, il che, a propria volta, provocò una nuova ondata di attacchi antisemiti nel sud.
Quando il corpo fu traslato a Odessa - che aveva una società multiculturale che comprendeva russi, greci ed ebrei - la polizia locale vietò ai vari gruppi nazionali di astenersi dal lavoro il giorno della cerimonia, partecipando alla stessa. Non avendo gli ebrei osservato questo ordine, la popolazione iniziò un pogrom, invadendo la sinagoga locale e saccheggiando le banche dei proprietari ebrei. Si sparse la voce che, a causa della partecipazione degli ebrei alla profanazione del corpo del patriarca a Costantinopoli, il governo russo avrebbe ordinato la morte degli ebrei, motivo per cui la popolazione iniziò omicidi di massa. La polizia, dopo aver bloccato le azioni della folla, arrestò circa trecento russi e greci responsabili dei crimini e il comitato ebraico locale chiese al sindaco un risarcimento di tre milioni di rubli.

## Eredità

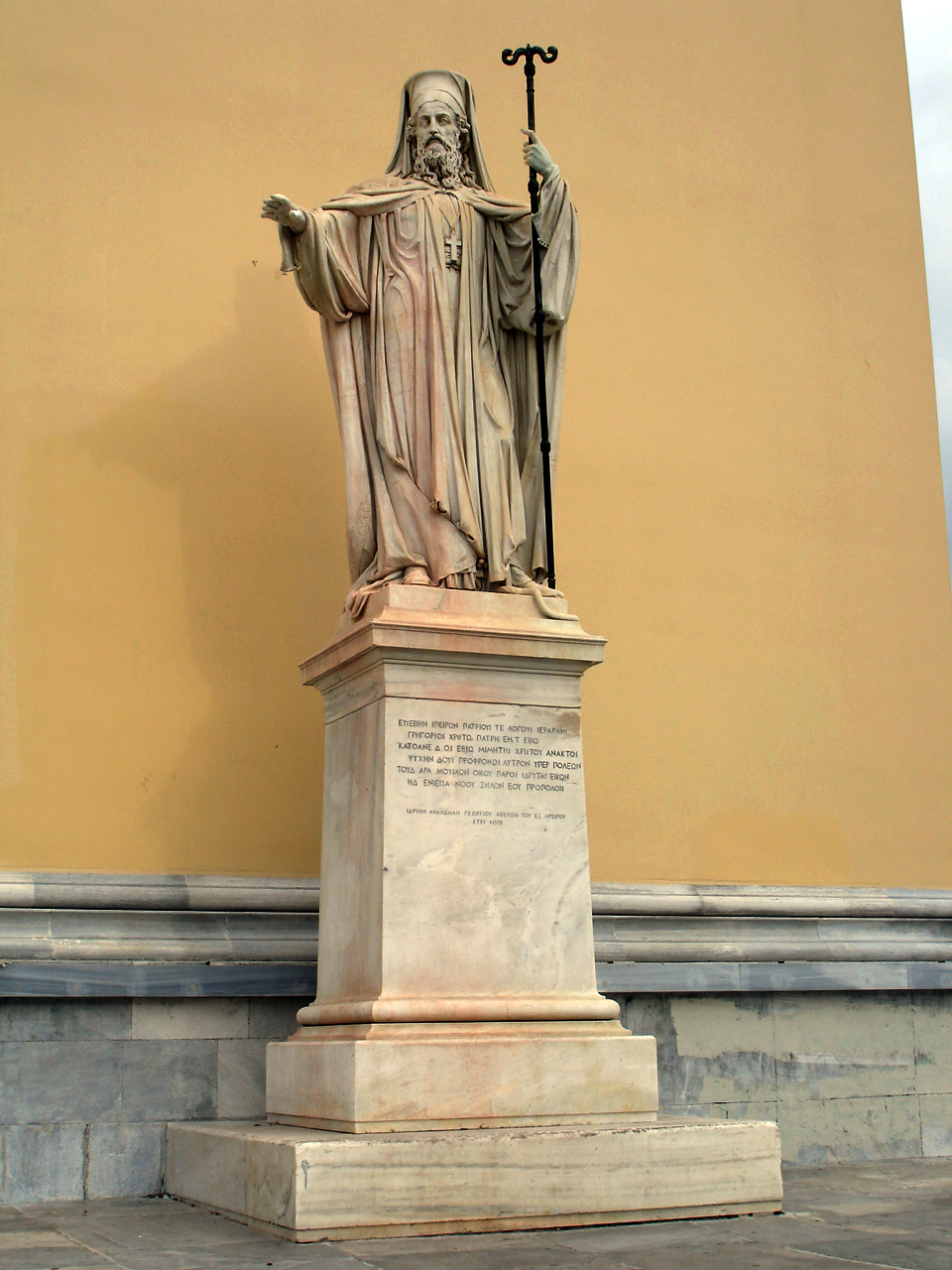
Statua del Santo Patriarca Gregorio V ad Atene

Le reliquie del patriarca furono infine traslate nel 1871 nella Cattedrale Metropolitana di Atene, dove si trovano ancora oggi. L'anno seguente, con il sostegno dell'imprenditore e filantropo greco Georgios Averoff, lo scultore Gerásimos Fytális realizzò una scultura del patriarca Gregorio, oggi collocata all'ingresso dell'Università di Atene. L'inclusione del patriarca nel pantheon degli eroi della rivoluzione è collegata all'identificazione tra ellenismo e ortodossia.
Nel 1921, in prossimità del centenario dell'esecuzione, il Santo Sinodo della Chiesa di Grecia e il Patriarca Fozio di Alessandria dichiararono congiuntamente Gregorio santo e ieromartire della Chiesa ortodossa.  La sua memoria viene celebrata ogni anno il 10 aprile.
Nel 1943, quando il diplomatico tedesco Günther Altenburg nello Stato ellenico minacciò di sparare all'arcivescovo Damasceno di Atene per aver collaborato con la resistenza greca contro il nazismo, rispose con una frase rimasta celebre: "Secondo la tradizione della Chiesa greco-ortodossa, i prelati vengono impiccati e non fucilati. Per favore rispettate le nostre tradizioni".
Nel 2004, il diacono Andrei Kuraev, nell'articolo "Solo per la patria, ma non per Stalin !", stabilì un parallelo tra le attività del patriarca Gregorio V e il patriarca Sergio di Mosca, che giurò fedeltà all'Unione Sovietica nel tentativo di salvare i cristiani sotto il comunismo. Per il diacono, entrambi avrebbero fatto concessioni ai poteri secolari come forma di ascetismo.
Nel 2006, il metropolita Pantelêimon di Corinto sottolineò che Gregorio V credeva che la sua morte sarebbe stata necessaria per la liberazione della Grecia ottomana e che l'avrebbe accettata come il suo unico modo di servire il popolo greco. In effetti, come riferisce lo storico russo Ivan Sokolov, anche la popolazione musulmana fu inorridita dall'esecuzione del patriarca, creando una certa simpatia per la causa greca.